# Charles Herrold

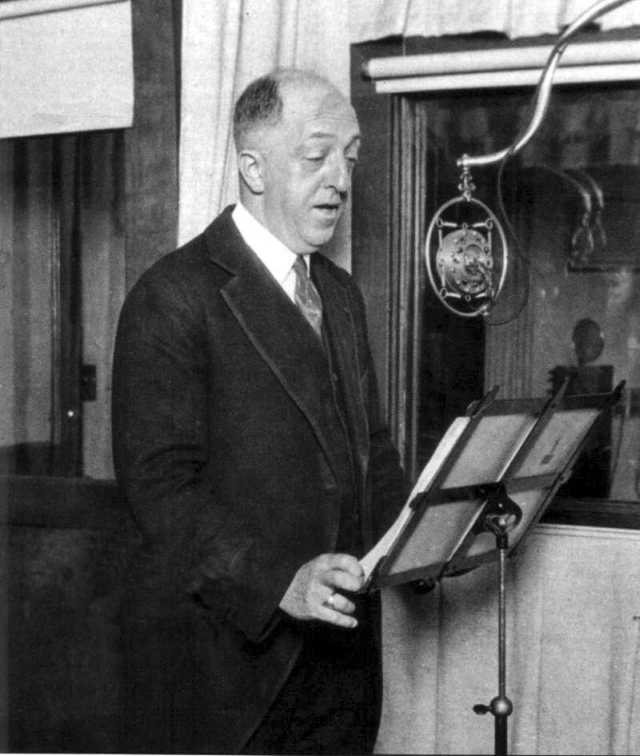
Charles Herrold

Charles David Herrold (auch „Doc Herrold“; * 16. November 1875 in Fulton (Illinois); † 1. Juli 1948 in Hayward (Kalifornien)) war ein US-amerikanischer Rundfunkpionier. Er errichtete 1909 die weltweit erste Radiostation mit regelmäßigen Nachrichtensendungen.

## Calling San Jose
Im kalifornischen San José strahlte Charles Herrold mit einem 14-Watt-Sender 1909 regelmäßig ein Nachrichtenprogramm, ab 1912 auch mit Musik gemischt, aus. Er nannte die Station, die er mit den Studenten seines „College of Wireless and Engineering“ betrieb, schlicht „Calling San Jose“. Die weltweit erste Rundfunkstation fiel nach acht Jahren dem Ersten Weltkrieg zum Opfer. Dieses Schicksal ereilte viele Radiopioniere, denn während dieses Krieges wurde eine zivile Nutzung von Funkanlagen in vielen Staaten untersagt.
Nach dem Krieg beantragte Charles Herrold 1921 in den USA eine Lizenz, und seine neue Station erhielt die Kennung „KQW“. Allerdings konnte er aus finanziellen Gründen den Betrieb nicht lange durchführen. Mehrfach wechselte die Station den Besitzer, bevor sie CBS 1934 erwarb und bis heute ihr Programm mit der Kennung „KCBS“ ausstrahlt.